# Flygolyckan i Skärhamn 1958
Flygolyckan i Skärhamn 1958 var ett haveri av ett stridsflygplan av typen Saab J-29F som resulterade i en flygkrasch i tätorten Skärhamn på Tjörn den 28 augusti 1958. Under haveriet var flygplanet menat att följa en kurs ut mot havet men avvek istället ner mot fastlandet. Inga människor skadades.
Under en rutinövning hade piloten vicekorpral Jan Hulting från Nässjö fått ett motorhaveri på stridsflygplanet. Vid en stigning med användning av efterbrännkammare (EBK) från 8 000 meter till 12 000 meters höjd gick flygplanet in i planflykt, gaspådraget sänktes och därmed slocknade EBK. Då EBK var helt släckt fortsatte motorvarvtalet sjunka, trots gaspådrag. Efter ett antal återstartsförsök och tappad flyghöjd till 1 500 meter lämnade Hulting stridsflygplanet med katapultstol och landade i säkerhet med fallskärm vid Sävelyckes gård i Jörlanda.
Det obemannade stridsflygplanet med tänkt kurs mot havet slog först i taket på en ladugård och sedan ett grishus i Skärhamn där en gris miste livet, varefter flygplanskroppen åkte igenom en lövskogsdunge, slog lätt i en bergsknalle och gled ut över en slänt för att till sist stanna några meter från en bilverkstad som huserade 15 000 liter drivmedel. Kraschen ägde rum där Tjörns kommunhus står idag.  
Flygplanskroppen började brinna och brandkår tillkallades. Efter en timmes eldbekämpning släcktes branden utan att bilverkstadens bränsledepå hade tagit eld. Haveriorsaken var motorstopp, sannolikt EBK-reglering som blivit felaktig under drift.